# فيلوبريو
بلدية فيلوبريو (بالإسبانية: Vilopriu) هي بلدية تقع في مقاطعة جرندة التابعة لمنطقة كتالونيا شمال شرق إسبانيا.

## الديموغرافيا
بلغ عدد سكان بلدية فيلوبريو 212 نسمة عام 2011 (وفقاً للمعهد الوطني الإسباني للإحصاء).
| 161 | 172 | 152 | 181 | 187 | 221 | 212 |